# Ľuboš Bartečko
Ľuboš Bartečko (* 14. červenec 1976, Kežmarok) je bývalý slovenský profesionální hokejista, který naposledy hrál v sezóně 2015/16 za HK Poprad.

## Kluby podle sezón
- 1993–1994 HK ŠKP Poprad
- 1994–1995 HK ŠKP Poprad
- 1995–1996 Chicoutimi Sagueneens
- 1996–1997 Drummondville Voltigeurs
- 1997–1998 Worcester IceCats
- 1998–1999 HK ŠKP Poprad, St. Louis Blues, Worcester IceCats
- 1999–2000 St. Louis Blues, Worcester IceCats
- 2000–2001 St. Louis Blues
- 2001–2002 Atlanta Thrashers
- 2002–2003 Atlanta Thrashers
- 2003–2004 HC Sparta Praha
- 2004–2005 HC Dynamo Moskva
- 2005–2006 HK ŠKP Poprad, Luleå HF
- 2006–2007 HK ŠKP Poprad, Luleå HF
- 2007–2008 MHK SkiPark Kežmarok, Luleå HF
- 2008–2009 MHK SkiPark Kežmarok, Luleå HF
- 2009–2010 SC Bern, Färjestads BK
- 2010–2011 HK Poprad, MODO Hockey
- 2011–2012 HC Lev Poprad
- 2012–2013 HC Lev Praha
- 2013–2014 Piráti Chomutov
- 2014–2015 HK Poprad
- 2015–2016 HK Poprad

## Reprezentace
Statistiky reprezentace na Mistrovstvích světa a Olympijských hrách:
| Turnaj        | Místo konání                            | Z  | G  | A | B  | Umístění         | Soupisky          |
| ------------- | --------------------------------------- | -- | -- | - | -- | ---------------- | ----------------- |
| MS 2000       | Rusko(Petrohrad)                        | 7  | 2  | 3 | 5  | Stříbrná medaile | Soupiska MS 2000  |
| ZOH 2002      | USA (Salt Lake City)                    | 4  | 0  | 1 | 1  | 13. místo        | Soupiska ZOH 2002 |
| MS 2002       | Švédsko (Göteborg, Jönköping, Karlstad) | 9  | 2  | 2 | 4  | Zlatá medaile    | Soupiska MS 2002  |
| MS 2004       | Česko (Praha, Ostrava)                  | 9  | 2  | 2 | 4  | 4. místo         | Soupiska MS 2004  |
| SP 2004       | Severní Amerika, Evropa                 | 4  | 0  | 1 | 1  | 8. místo         | Soupiska          |
| MS 2005       | Rakousko (Vídeň, Innsbruck)             | 7  | 0  | 1 | 1  | 5. místo         | Soupiska MS 2005  |
| ZOH 2006      | Itálie (Turín)                          | 6  | 0  | 0 | 0  | 5. místo         | Soupiska ZOH 2006 |
| MS 2009 –     | Švýcarsko (Bern, Kloten)                | 6  | 3  | 0 | 3  | 10. místo        | Soupiska MS 2009  |
| ZOH 2010      | Kanada (Vancouver)                      | 4  | 0  | 1 | 1  | 4. místo         | Soupiska ZOH 2010 |
| MS 2011       | Slovensko (Bratislava, Košice)          | 4  | 1  | 1 | 2  | 10. místo        | Soupiska MS 2011  |
| Celkem na MS  |                                         | 42 | 10 | 9 | 19 |                  |                   |
| Celkem na ZOH |                                         | 14 | 0  | 2 | 2  |                  |                   |